# ブトミル文化
ブトミル文化（ボスニア語:Butmirska kultura、クロアチア語:Butmirska kultura、セルビア語:Бутмирска култура）は、ボスニア・ヘルツェゴビナ、サラエヴォ郊外のイリジャ市ブトミルの近くで見つかった新石器時代の文化である。独特の陶磁器によって特徴付けられ、紀元前2600年から紀元前2400年ごろのヨーロッパの文化としてはもっとも調査が進んだ部類のものである。
ブトミル文化は1893年、オーストリア＝ハンガリー帝国の統治当局がこの地にサラエヴォ大学（University of Sarajevo）の農学部の施設を築こうとした際に発見された。すぐに発掘作業が始められ、1896年まで続いた。
この地での考古学的発見には世界からの関心が集まった。このことは、1984年8月にサラエヴォで国際考古学・人類学会議が開かれる大きな理由ともなった。最もインパクトのある発見は、独特の陶磁器であり、それらは現在ではボスニア・ヘルツェゴビナ国立博物館（National Museum of Bosnia and Herzegovina）に収蔵されている
ブトミル文化を特徴づける土器のデザイン（クレタ島カマレス Kamares 様式のミノア土器 Minoan pottery との類似性がみられる）は、ブトミル文化がクレタ島で発達したミノア文明と関連がある可能性を示唆している。しかし、これはイリオスがネレトヴァ川の渓谷にあった可能性が提唱されていた時代の説であり、現代ではブトミル文化はサラエヴォ地域を中心として独立した独自の文化であるという説が一般的である。

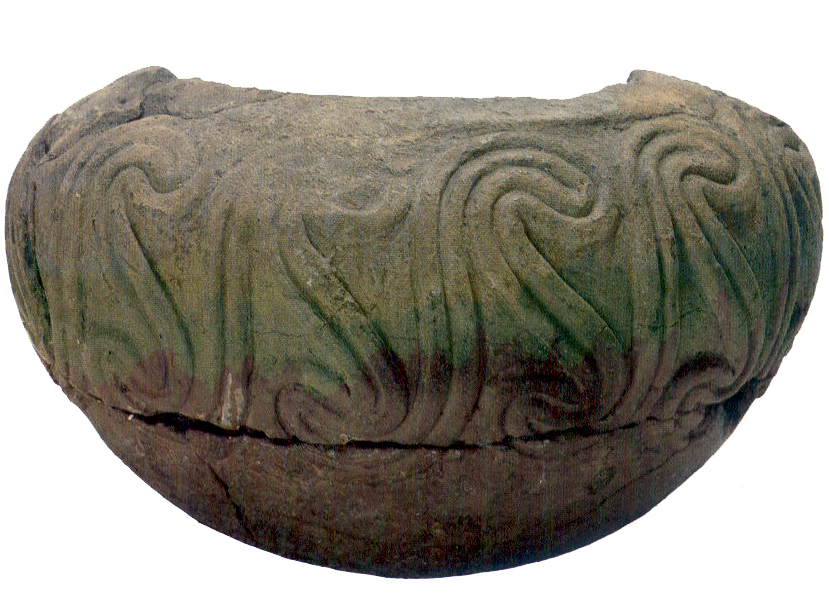
典型的なブトミルのつぼ

ブトミル文化は青銅器時代に途絶えており、イリュリア人によって征服されたものと考えられている。その後、この地域を支配したイリュリア人の部族はDaesitatesと呼ばれている。